# Aleksander Stępkowski
Aleksander Bogusław Stępkowski (ur. 20 maja 1974 w Londynie) – polski prawnik, doktor habilitowany nauk prawnych, profesor uczelni Wydziału Prawa i Administracji Uniwersytetu Warszawskiego, współtwórca i pierwszy prezes zarządu Instytutu na rzecz Kultury Prawnej Ordo Iuris. W latach 2015–2016 podsekretarz stanu w Ministerstwie Spraw Zagranicznych. W 2019 prezydent Andrzej Duda powołał go do pełnienia urzędu sędziego Sądu Najwyższego, lecz legalność nominacji sędziów powołanych przez wyłonioną w 2018 roku Krajową Radę Sądownictwa pozostaje przedmiotem kontrowersji.
W 2020 pełniący obowiązki pierwszego prezesa Sądu Najwyższego. Od 2020 rzecznik prasowy Sądu Najwyższego.

## Życiorys
W roku 1997 ukończył z wyróżnieniem studia na Wydziale Prawa i Administracji UW. W maju 1999 ukończył Szkołę Muzyczną II stopnia im. Fryderyka Chopina w klasie śpiewu solowego prof. Leonarda A. Mroza.
Był stypendystą Fundacji na rzecz Nauki Polskiej (2000 i 2001), University of Manchester (1999), University of Oxford (2002), Katholieke Universiteit Leuven (2003). W roku 2001 uzyskał stopień doktora prawa. Stopień naukowy doktora habilitowanego otrzymał 14 listopada 2011.
Naukowo zajmuje się prawem porównawczym prywatnym i publicznym oraz myślą polityczną i prawną (m.in. polską tradycją republikańską), zwłaszcza zaś determinującym wpływem, jaki filozofia wywiera na kształt instytucji prawnych.
26 listopada 2015 został powołany na stanowisko podsekretarza stanu odpowiedzialnego w Ministerstwie Spraw Zagranicznych za sprawy prawne traktatowe oraz prawa człowieka. W sierpniu 2016 został odwołany ze stanowiska.
Od kwietnia 2012 organizował Centrum Prawne Ordo Iuris jako jego dyrektor. Po przekształceniu Centrum w fundację Instytut na rzecz Kultury Prawnej Ordo Iuris w 2013, do końca listopada 2015, a następnie od listopada 2016 do listopada 2017 pełnił funkcję prezesa zarządu tej fundacji.
W 2018 w trakcie kryzysu wokół Sądu Najwyższego w Polsce zgłosił swoją kandydaturę na sędziego Izby Kontroli Nadzwyczajnej i Spraw Publicznych Sądu Najwyższego.
W związku ze zgłoszeniem się przez niego na stanowisko sędziego Sądu Najwyższego był jednym z adresatów wystosowanego we wrześniu 2018 listu otwartego grupy profesorów i innych wykładowców Wydziału Prawa i Administracji UW, w którym apelują oni, by wycofał swoją kandydaturę:

„Ubieganie się w tych warunkach o stanowisko sędziego Sądu Najwyższego jest zachowaniem, które wspiera działania noszące znamiona deliktu konstytucyjnego i godzi w zasady etyki zawodu prawnika. To postępowanie sprzeniewierza się zarazem wychowawczym powinnościom nauczyciela akademickiego i przysiędze doktorskiej, dlatego budzi nasz zdecydowany sprzeciw.”

Krajowa Rada Sądownictwa pozytywnie zaopiniowała jego kandydaturę na stanowisko Sędziego Sądu Najwyższego mimo tego, że nie zrzekł się skutecznie obywatelstwa Wielkiej Brytanii. Prezydent Andrzej Duda odmówił w październiku 2018 powołania go do pełnienia urzędu sędziego Sądu Najwyższego.
20 lutego 2019, mimo wątpliwości m.in. co do legalności procesu wyłonienia kandydatów do SN przez Krajową Radę Sądownictwa obecnej kadencji, prezydent Andrzej Duda powołał go do pełnienia urzędu sędziego Sądu Najwyższego.
Status Aleksandra Stępkowskiego w SN był rozpatrywany w toku postępowania prowadzonego przez siedmioosobowy skład Izby Cywilnej Sądu Najwyższego, którego efektem było wydane 21 maja 2019 pytanie prejudycjalne skierowane do Trybunału Sprawiedliwości UE. Sąd Najwyższy pyta w nim, czy sąd, w skład którego wchodzi osoba powołana z wniosku wadliwie wybranej Krajowej Rady Sądownictwa „pozostaje sądem niezawisłym i bezstronnym”. 
W wyroku z dnia 8 listopada 2021 w sprawie Dolińska-Ficek i Ozimek przeciwko Polsce Europejski Trybunał Praw Człowieka uznał, że Izba Kontroli Nadzwyczajnej i Spraw Publicznych nie jest niezawisłym i bezstronnym sądem ustanowionym ustawą w rozumieniu art. 6 ust. 1 EKPC, gdyż „na procedurę powoływania sędziów nadmiernie wpłynęły organy władzy ustawodawczej i wykonawczej”. Trybunał Sprawiedliwości Unii Europejskiej w wyroku z 21 grudnia 2023 (C-718/21) uznał, że „wszystkie elementy zarówno systemowe, jak i dotyczące konkretnych okoliczności faktycznych, które charakteryzowały powołanie sędziów IKNiSP, skutkują tym, że ten organ nie ma statusu niezawisłego i bezstronnego sądu”. Mimo tych wyroków kontynuuje orzekanie w IKNiSP SN.
Z żoną Agnieszką Stępkowską (Sokołowska) ma czworo dzieci.
15 maja 2020 został powołany przez prezydenta Rzeczypospolitej Polskiej Andrzeja Dudę na p.o. pierwszego prezesa Sądu Najwyższego.
26 maja 2020 został rzecznikiem prasowym Sądu Najwyższego

## Publikacje
- Redaktor i współautor książki: Protection of Human Life in It’s Early Stage: Intellectual Foundations and Legal Means, Peter Lang 2014. ISBN 978-3-631-64227-6[22]
- Współautor książki: Dyktatura gender – Wyd. Biały Kruk, 2014[23].
- Książka: Zasada proporcjonalności w Europejskiej kulturze prawnej. Sądowa kontrola władzy dyskrecjonalnej w nowoczesnej Europie, Warszawa: Liber 2010. ISBN 978-83-7206-167-6[24]
- Redaktor i współautor książki: O senatorze doskonałym studia. Prace upamiętniające postać i twórczość Wawrzyńca Goślickiego, Warszawa: Senat RP 2009. ISBN 978-83-60995-44-0[25]
- Książka: L’institution du trust dans le système mixte du droit privé Écossais, Varsovie: Liber 2005. ISBN 83-7206-110-6[26].